# 中村真知子
中村 真知子（なかむら まちこ、1974年3月1日 - ）は、東京都出身の女優、タレント。身長160cm。血液型はO型。日本大学芸術学部・演劇学科出身(中退)。特技はジャズダンス、歌、殺陣。★☆北区つかこうへい劇団第2期生。所属は宮津ルーム（未遊プロジェクト）からSRプロダクション。ブログは飼い猫のコバニャシからの視点で書かれている。

## 出演

### テレビドラマ
- 本日も晴天なり - 友野富子 役
- 連続テレビ小説 ちゅらさん 第23週 137回（NHK）
- 大河ドラマ 武蔵 MUSASHI 第7回,第20回（NHK）
- 明日があるさ 第8話（日本テレビ）
- 月曜ミステリー劇場 探偵 左文字進⑦「失踪」（TBSテレビ）
- 神楽坂署生活安全課 第4話「ご近所トラブル殺人事件」（テレビ東京）
- 救急救命士・牧田さおり 第5話 緊急出動! 死者からの119番）（テレビ朝日）
- 子育ての天才（フジテレビ）
- 松本清張・最終章 わるいやつら 第1-6・8・10話（テレビ朝日）
- みゅうの足パパにあげる（日本テレビ）
- サギ師リリ子 第5週（テレビ東京） - 高木靖代 役
- 行列48時間（NHK） - 社長秘書役、レギュラー
- 月曜ゴールデン 十津川警部補41「寝台特急殺人事件」（TBS） - 犯人のひとり役
- 仮面ライダーディケイド（テレビ朝日） - 看護師役
- 警部補 矢部謙三 第1話（テレビ朝日） - クラブママ役
- 離婚同居 第2話（NHK） - モデル役
- 絶対零度 第5話（フジテレビ） - 担任役
- 女帝 薫子 第8話（テレビ朝日） - 記者役
- パーフェクト・リポート 第5話（フジテレビ） - 澤村成美役
- スクール!! 第2話（フジテレビ） - 中嶋恵子役
- Dr.伊良部一郎（テレビ朝日） - 看護師役
- 世にも奇妙な物語「逆転家族」（フジテレビ） - 劇団員の女役
- もう一度君に、プロポーズ 第3-5話（TBS） - 幹恵役
- 東京全力少女 第9話（日本テレビ）
- モメる門には福きたる 第2週9話（フジテレビ）
- カラマーゾフの兄弟 第4話（フジテレビ） - 杉山幸恵役
- 相棒 Season 11 第18話（テレビ朝日） - 咲子役
- 世にも奇妙な物語'13 春の特別編「不死身の夫」（フジテレビ） - 友人A役
- 土曜ドラマ「ロング・グッドバイ」（2014年4月以降、NHK）
- ごめんね青春 第4話（2014年、TBS）
- ゼロの真実〜監察医・松本真央〜 第4話（テレビ朝日） - 菅井友子 役
- 水曜ミステリー9 事故調（2015年4月、テレビ東京）
- エイジハラスメント 第3話（2015年7月、テレビ朝日）
- 死の臓器 第3話（2015年7月、WOWOW）
- 遺産争族 第1話（2015年10月、テレビ朝日）
- 世にも奇妙な物語 25周年記念!秋の2週連続SP「昨日公園」（フジテレビ）
- ダメな私に恋してください 第3話（2016年1月、TBS）
- ゆとりですがなにか 第4話（2016年5月、日本テレビ） - エレン母 役
- 櫻子さんの足下には死体が埋まっている（2017年） / 戸川玲子 役
- anone 第9話（2018年３月、NTV)　- 陽人の担任 役
- やけに弁の立つ弁護士が学校でほえる 第6話（2018年5月、NHK） - モンペア母 役
- サイレント・ヴォイス 行動心理捜査官・楯岡絵麻　第5話（2018年11月3日 、BSテレ東）
- 世にも奇妙な物語 '18秋の特別編 「クリスマスの怪物」（2018年、フジテレビ） - 三塚秀美の母 役
- さくらの親子丼 第3弾（2020年、東海テレビ） - 濱田美彩子 役
- うつ病九段（2020年12月20日、NHK BSプレミアム）
- 吉祥寺ルーザーズ 第1話　(2022年4月11日、テレビ東京） - 軼菁飯店店員役
- アンメット ある脳外科医の日記 第4話・第5話・第7話・第8話（2024年5月6日・13日・27日・6月3日、関西テレビ・フジテレビ）[1] - 西島暁子 役
- 笑うマトリョーシカ 第4話（2024年7月19日、TBS） - インコを保護した女性
- 海に眠るダイヤモンド(2025年10-12月、TBS日曜劇場) -タエコ役・レギュラー

### 配信ドラマ
- 雨が降ると君は優しい 第3話（2017年9月16日、Hulu）

### CM
- 日清食品「夏のラ王」
- 神戸PRCF
- ニフティサーブ
- ローソン「肉まん」
- カビキラー「カビを防ぐミスト」カビちゃん（2008年）
- サンゲツ「さらにやりすぎくん」編　母親役（2011年）
- メチャカリ「自分を変えるより服を変えればいいよ」篇（2016年3月） - 占い師役

### 映画
- 花シリーズ三部作 第三部「夢の花」　富田幸枝役　監督：松永順平
- 「蕨野行」テラ役  監督：恩地日出夫（2003年）
- 「gift (2014年の映画)」 監督：宮岡太郎（2014年）

### 舞台
- 北区つかこうへい劇団「熱海殺人事件」「ロマンス」「ロマンス2」「二代目はクリスチャン」他（1995〜2000年）
- 秦建日子「比翼の鳥」、羽原大介「赤羽甲子園」、藤本聡「THEいじめ」他、（1995〜2000年）
- 岡部企画「色悪」「権兵衛」「精霊流し」「真田風雲録」「天使が微笑んだ男」作・演出：岡部耕大(2000年〜2001年)
- AND ENDLESS「堕天・神殿」－「堕天」花君太夫役　作・演出：西田大輔（2003年）
- 自主企画　Imagine vol.1『男の果て　女の果て』二人芝居　作・演出：イケタニマサオ（池谷雅夫）（2004年）
- くろいぬパレードvol.19「離婚の湯」　作・演出：イケタニマサオ（池谷雅夫）（2004年）
- シアターΧ（カイ）企画　花田清輝作『泥棒論語』演出：白石征（2004年,2005年）
- くろいぬパレードvol.21「ヤモリ」　作・演出：イケタニマサオ（池谷雅夫）（2006年）
- くろいぬパレードvol.22「ホームドラマ」　作・演出：イケタニマサオ（池谷雅夫）（2006年）
- icecreamhappy「ゆめゆめこの字」作・演出：西田大輔（2007年）
- くろいぬパレードvol.26「熊猫」チャン役　作・演出：イケタニマサオ（池谷雅夫）（2008年）
- RUP「ココロのカケラ」カノコ役　作：きだつよし、演出：岡村俊一（2008年）
- SCARECROWS「ら抜きの殺意」　作：永井愛、演出：上田ボッコ（2008年）
- AND ENDLESS「WORLDS」－「The Tempest」アン役 　作・演出：西田大輔（2009年）
- くろいぬパレードvol.28「柘榴を切った！」 作・演出：イケタニマサオ（池谷雅夫）（2009年）
- 第一回ダダルー解散記念公演「穴と房（仮）」 作・演出：佐藤裕亮（2010年）
- AND ENDLESS「ゆめゆめこの字」水狼花太夫役　作・演出：西田大輔（2010年）
- AND ENDLESS「堕天・神殿・遅咲きの蒼」－「堕天」花君太夫役　作・演出：西田大輔（2011年）
- PureBoys〜今年もありがとう公演「汚れた靴」　 作・演出：丸山智 (2011年)
- らくだ工務店「火葬」　作・演出：石曽根裕也　(2012年)
- はぶ談戯「ヒミツボ〜秘壺〜」 作・演出：穂科エミ（2015年11月）
- 東京印「あの春の約束を歩き出す君のために」　作・演出長戸勝彦（2016年4月）
- はぶ談戯「刺毛-シモウ-」 作・演出：穂科エミ（2016年10月）
- ロデオ★座★ヘヴン「大帝の葬送」　作・演出：柳井祥緒（2017年6-7月)
- 「赤と黒のオセロ」作：江頭美智留、演出：池谷雅夫(2021年11-12月)
- KingFisherプロデュース「MOTHER」主演、作：丸山智、演出：池谷雅生(2022年10月)
- 劇団チャリT企画 #37 旗揚げ25周年記念公演 第二弾「ネズミ狩り 2024」 作・演出：楢原拓（2024年）[2]

## 演出助手
- 「新・幕末純情伝」PARCO劇場　作：つかこうへい　演出：杉田成道　(2011年)
- 「新・幕末純情伝」シアターコクーン　作：つかこうへい　演出：岡村俊一　(2012年)
- 「飛龍伝21」青山劇場　作：つかこうへい　演出：岡村俊一 (2013年)
- 「出発」新橋演舞場　作：つかこうへい　演出：錦織一清 (2014年)

## その他
- テレパックチャンネル演出バトル全9作品 - 出演（作：穂科エミ、共演：吉田智則）
- NITチャリティ駅伝 - 第1回より毎年司会アシスタントを務める。
- ロバート秋山のクリエイターズ・ファイル - 「女詐欺師押上希江」後編、同僚役